# Andrés Cabrero
Andrés Cabrero (San Juan, 4 gennaio 1989) è un calciatore portoricano, centrocampista del Bayamón.